# Yau Ma Tei Pumping Station

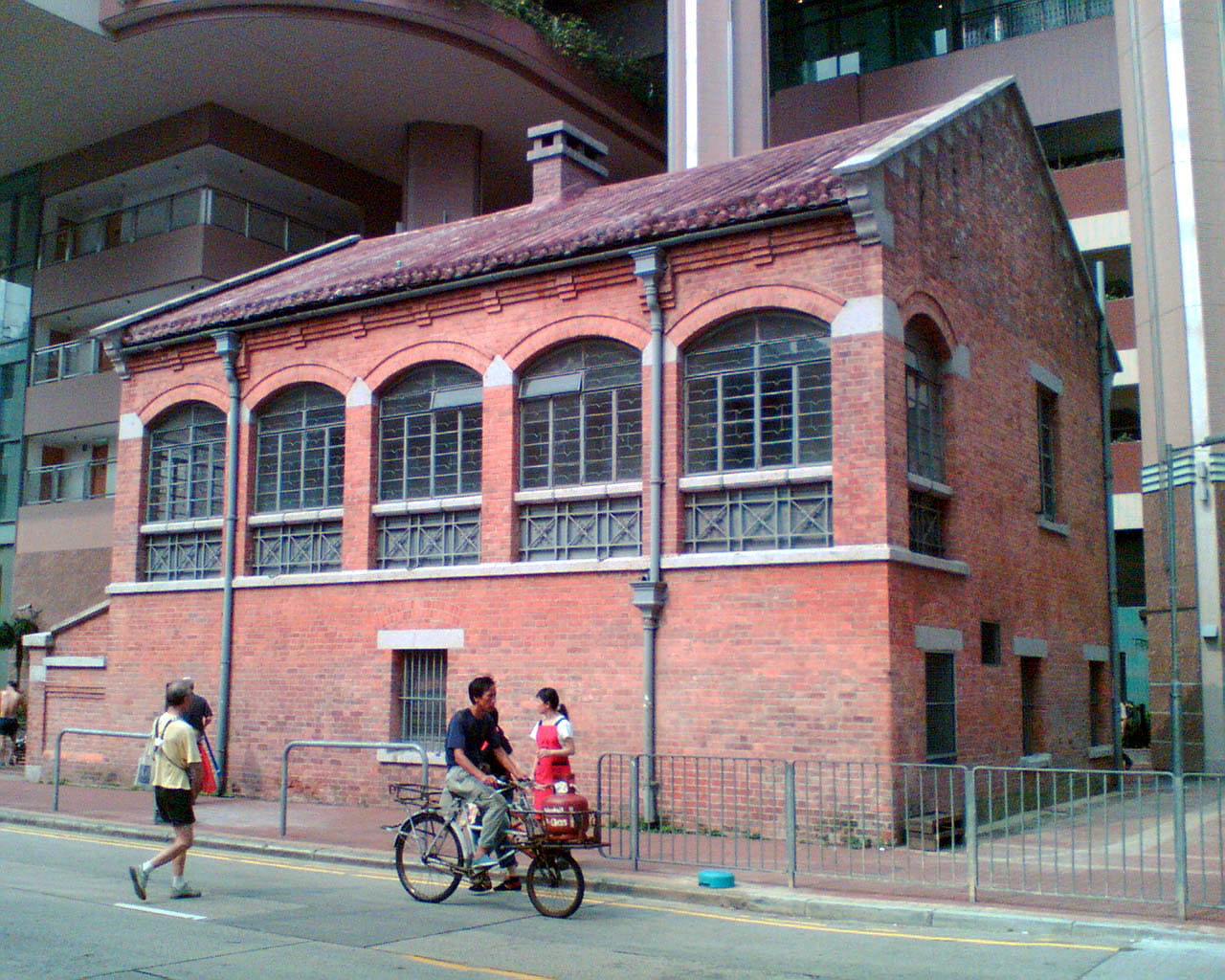
Red Brick Building 2006

Die Yau Ma Tei Pumping Station (舊水務署抽水站), bekannt auch als Former Pumping Station, Water Supplies Department (WSD) (前水務署抽水站工程師辦公室), in Hong Kong The Red Brick Building (RBB) genannt (紅磚屋), ist ein ehemaliges Pumpwerk im Stadtviertel  Yau Ma Tei, Kowloon, Hong Kong. Bei dem noch bestehenden und einzig übrig gebliebenen Gebäude in der 344 Shanghai Street handelt es sich um das Engineer’s Office of the Former Pumping Station, Water Supplies Department (Ingenieurbüro der ehemaligen Pumpstation WSD, 前水務署抽水站工程師辦公室). Es befindet sich in Staatsbesitz.

## Geschichte und Beschreibung
Das Pumpwerk wurde 1895 in Betrieb genommen und versorgte die Bevölkerung in der Umgebung mit frischem Wasser aus mehreren Brunnen. Der ursprüngliche Komplex des Pumpwerkes bestand aus drei einstöckigen Gebäuden und einem hohen Schornstein der Heizungsanlage. Bereits 1911 wurde der Betrieb eingestellt, 1912 als erstes der Schornstein abgetragen.
Das utilitaristische Design des Gebäudes entspricht den damaligen Entwürfen von Industriegebäuden. Typisch sind die roten Backsteinwände fast ohne Dekoration (die für die Bezeichnung The Red Brick Building verantwortlich waren), das Bauholzdach und die Bodenkonstruktion. Die Bedeutung des Gebäudes liegt darin, dass es die industrielle Entwicklung Hong Kongs in der späten viktorianischen Ära dokumentiert. Die Verwendung des Gebäudes wechselte später häufig: es wurde im Nachhinein als Postamt, Depot für gefährliche Güter und für weitere Zwecke benutzt.
Das Pumpwerk Yau Ma Tei Pumping Station wird seit Dezember 2009 vom staatlich gelenkten Antiquities and Monuments Office (Amt für Altertümer und Denkmäler) in der Liste der historischen Gebäude als Objekt der Kategorie I gelistet.